# Neotoma mexicana
Neotoma mexicana là một loài động vật có vú trong họ Cricetidae, bộ Gặm nhấm. Loài này được Baird mô tả năm 1855.